# سناء عكرود
سناء عكرود  (مواليد 18 نوفمبر 1980) هي ممثلة، وكاتبة سيناريو، ومخرجة أفلام مغربية. حظيت بشهرة وطنية واسعة بعد تقديمها لأعمال تاريخية من عبق التراث المغربي مع المخرجة فاطمة بوبكدي بعنوان الدويبة، سوق النساء وسلسلة رمانة وبرطال، شاركت بعدها في الفيلم المصري إحكي يا شهرزاد لكن دورها أثار جدلًا واسعًا في المغرب، اختفت فترة بعدها ثم عادت في بطولة الفيلم والمسلسل بنفس العنوان عقبة ليك لتتحول بعدها للإخراج في أعمال اجتماعية واقعية أبرزها الفصول الخمسة وخنيفيسة الرماد.

## النشأة والدراسة
وُلدت سناء عكرود في 18 نوفمبر 1980 في مدينة تارودانت جنوب المغرب، وحصلت على شهادة الباكالوريا، فحاولت دخول المعهد العالي للفن المسرحي والتنشيط الثقافي في الرباط لكن توقف المعهد بسبب الأشغال والاصلاحات، ما حذى بها لتغيير الوجهة مؤقتا إلى كلية الحقوق حيث درست سنتين قبل أن تعود للتقدم للمعهد لتجد نفسها في قائمة الانتظار قبل أن تُقبل في النهاية. خلال سنتها الرابعة في المعهد اختارتها المخرجة المغربية فاطمة بوبكدي لبطولة فيلمها التلفزيوني الدويبة بالرغم من معارضة القناة الثانية كجهة منتجة لسناء عكرود باعتبارها طالبة وغير معروفة لدى الجمهور المغربي لكن إصرار المخرجة عليها جعلها تلتحق بالعمل.

## مسيرتها

### انتقادات
- في عام 2009، شاركت سناء عكرود في الفيلم المصري احكي يا شهرزاد، وتسبب مشهدها الحميمي مع الممثل المصري محمود حميدة في إثارة جدل وانتقادات لاذعة في المغرب حيث دونت الصحافة المحلية مغادرتها صالة السينما قبل نهاية عرض فيلمها في المهرجان الدولي للفيلم بمراكش بسبب استهجان الجماهير لدورها.[5] أعقبه تغيبها عن افتتاح الفيلم خلال الدورة الرابعة من المهرجان الدولي لفيلم المرأة بسلا[8] وهو ما ردت عليه الممثلة: «لقد حضرت العديد من المهرجانات التي عُرِض فيها الفيلم وأعتقد أن الوقت قد حان للعمل لكسب لقمة العيش، الفن عمل واستمرار في الإنتاج».[8]

- في عام 2018، ردت سناء عكرود لأول مرة في تدوينة لها عبر حسابها الخاص على انستغرام بأنها فخورة بالمشاركة في الفيلم المصري، كاشفة النقاب على ملابسها خلال المشهد حيث صرحت بأنها «كانت ترتدي قميصا ينحصر عند الكتفين وسروالا من الجينز، بينما كان الممثل المصري مرتديا سروالا رياضيا» لكن سياق القصة تطلب أن تكون زاوية التصوير بهذا الشكل. مضيفة في الرد على الانتقادات «"بالنسبة لفيلم احك يا شهرزاد والذي قدمته منذ عشر سنوات، أنا سعيدة بهذا العمل، كان تجربة بمعايير احترافية مختلفة وثقافة مختلفة تلزمني وحدي ولستم مجبرين على أن تحبوها أو تشاهدوها، ما أثارني فعلا هو الكم الهائل من المشاهدات لهذا الفيلم وحديث الكثيرين عنه، ليس بالنقد المنطقي طبعا.."».[9]

### التحول للإخراج
في أواخر 2019، أفصحت سناء في تدوينة لها عبر حسابها الشخصي على انستغرام أن سبب غيابها راجع بالتحديد لرفض أعمالها التراثية وغياب الدعم المالي حيث صرحت «"بالنسبة للناس اللي كايسولو على الجديد وكيطلبو أعمال ديال زمان وداكشي، وكايقولو ليا علاش جالسة فكندا وكضيعي الوقت، سأحيطكم علما بالوضع، لدي مسلسل مكتوب ديال زمان، و  مسلسل عصري رومانسي مكتوب أيضا، ومسلسل اجتماعي آحر على الرف، ولكن راه مانقدرش ننتجهم لراسي، لأن هناك شركات معدودة لديها هذا الحق، لديهم طريق معبدة بدون إشارات ضوئية وعلامات قف ولا رسوم دفع توقف حركتهم، شركات مكتفية بفريقها وأصدقائها وهذا حق مشروع".» مضيفة «درت "خنيفسة الرماد" من مالي الخاص، درت ميوبيا أو إطار فارغ من مالي الخاص، درت مسرحية من مالي الخاص وأفلام قصيرة.. لكن يصل المرء حد التعب والنفور ينتقل فيه الشغف والحب للمهنة من رومانسية العطاء إلى بيزنس العطاء.. شكرا لأنكم تهتمون وتحبون ما أقدمه، سأغيب إلى أن يكون الجديد.»

## حياتها الخاصة
- في 2009، تزوجت سناء عكرود بالممثل والمنتج المغربي محمد مروازي ورزق الثنائي بطفلين هما «زينة» و«المهدي» اللذان يعدان الوحيدين للممثلة وثالث الأطفال بالنسبة للممثل محمد مروازي باعتبار طفله من طليقته السابقة المخرجة ليلى التريكي.[12][5] تعيش سناء رفقة زوجها وأطفالها في كندا.[13]

- في 2019، أعلنت سناء عبر حسابها الرسمي في انستغرام انفصالها عن زوجها بعد 10 سنوات من الزواج دون ذكر الأسباب.[14][15][16][17] لكن سرعان ما عاد الثنائي بعد محاولات الصلح التي سعى فيها مقربون بمعية طليقها.[18][19][20][21]

## أقوالها
" من يعرفني جيدا يعرف أنني إنسانة صادقة وجدية وبعيدة عن الغش، أصنع أفلامي على إيقاعي وبأسلوبي، وأشعر بالفرح حين أجد عملا ممتعا يمكن مشاهدته، ولكن لنكن واقعيين فقد إختلط كل شيء في هذه الصناعة وتهجنت حتى فقدت الملامح والمعنى والجدوى".

## أعمالها

### أفلام
- 2002: حلم ليلة شتاء
- 2003: الدويبة
- 2005: سوق النساء
- 2006: عبدو عند الموحدين
- 2006: للأزواج فقط
- 2006: عرس الذيب
- 2007: غروب الشمس
- 2007: صمت الريح
- 2009: إحكي يا شهرزاد
- 2010: محطة الملائكة
- 2010: أحمد كاسيو
- 2011: الفصول الخمسة
- 2011: هي داري
- 2015: الطعم
- 2015: خنيفيسة الرماد
- 2020: ميوبيا

### مسلسلات
- 2002: الكمين
- 2004: موعد مع المجهول
- 2005 - 2007: رمانة و برطال
- 2007: شريكتي مشكلتي
- 2010: عقبة ليك
- 2017: مومو عينيا

### من البرامج
- مباشرة معكم
- صباحيات دوزيم
- كاميرا النجوم
- عتاب

## جوائز
- جائزة أحسن إنتاج درامي لفيلم «الفصول الخمسة»
- جائزة أحسن دور نسائي في مهرجان مكناس للفيلم التلفزيون المغربي
- جائزة أحسن دور نسائي لمسلسلي عقبة ليك ورمانة وبرطال
- جائزة أحسن فيلم وجائزة لجنة التحكيم الخاصة وجائزة التنويه لتشخيص سناء عكرود في الدورة 36 للمهرجان السينمائي الدولي لرؤى أفريقيا عن فيلمها ميوبيا.[22][23][24]

## روابط خارجية
- سناء عكرود على موقع IMDb (الإنجليزية)
- سناء عكرود على موقع قاعدة بيانات الأفلام العربية
- سناء عكرود على موقع ألو سيني (الفرنسية)
- سناء عكرود على موقع قاعدة بيانات الفيلم (الإنجليزية)
- سناء عكرود على موقع كينوبويسك (الروسية)